# Actinanthella
Actinanthella es un género de arbustos con dos especies perteneciente a la familia Loranthaceae. Es originaria de Mozambique. 

## Taxonomía
El género fue descrito por Balle y publicado en Bulletin des Seances de l'Institut Royal Colonial Belge 25: 1625 en el año 1954. 

## Especies
- Actinanthella menyharthii  	(Engl. & Schinz ex Schinz) Balle
- Actinanthella wyliei 	(Sprague) Wiens